# مؤسسة السوق الحرة
مؤسسة السوق الحرة مركز فكري ليبرالي كلاسيكي يقع في بريانستون، جوهانسبرغ، جنوب أفريقيا. تأسست في عام 1975 لتعزيز حقوق الإنسان والديمقراطية من خلال مبادئ المجتمع المنفتح، وسيادة القانون، والحرية الشخصية، والليبرالية الاقتصادية وحرية الصحافة. وفقًا لمحرر صحيفة ميركيوري فيكيلي-نتسيكيليلو مويا، فإن المؤسسة «خلية تفكير ليبرتارية» تسعى «لرأسمالية غير مقيدة، تتحاشى جميع أشكال تدخل الدولة في حياة المواطن الفرد». في عام 1987، وصف ليون لو، المدير التنفيذي لمؤسسة السوق الحرة عملها كالتالي:
«نحشد الرأي العام، ونمارس الضغط، ونحارب الحكومة، أي حكومة، ونقدم إقرارات ومقترحات. هدفنا هو خلق مناخ من الرأي العام بين السياسيين والجماعات الراديكالية والنقابات لصالح الأسواق الحرة».
في عام 2017، صنف برنامج المراكز الفكرية ومنظمات المجتمع المدني التابع لجامعة بنسلفانيا المؤسسة في المرتبة 123 كأفضل خلية تفكير من فئة «أفضل مراكز التفكير على مستوى العالم (في الولايات المتحدة وخارجها)»، وهو أفضل مركز أبحاث في أفريقيا جنوب الصحراء الكبرى، وفي المركز 109 كأفضل «خلية تفكير مستقلة» في العالم، لعام 2016.
منذ عام 2012 وحتى مايو 2014، شغل رجل الأعمال هيرمان ماشابا، الذي كان العمدة التنفيذي لجوهانسبرغ، منصب رئيس مجلس إدارة المؤسسة. تنحى عن منصبه عند انضمامه إلى إلى التحالف الديمقراطي ليصبح «مجرد عضوٍ حاملٍ للبطاقة»، مشيرة إلى ضرورة إبقاء المؤسسة محايدة سياسيًا.
ليون لو هو أحد مؤسسي المؤسسة، ويشغل منصب المدير التنفيذي لها. المديرون الآخرون في المؤسسة هم الخبير الاقتصادي جاسون أورباخ، والمحاسب يوستاس دافي، وتيمبا نولوتشونغو، وهو من رواد حركة «وعي السود»، وأحد المشاركين في الكفاح ضد الفصل العنصري. مؤسسة السوق الحرة شريك لشبكة أطلس.

## التاريخ

### فترة الفصل العنصري
أنشئت «مؤسسة السوق الحرة لجنوب أفريقيا» في شهر أغسطس سنة 1975 «لتعزيز المشاريع الحرة» في جنوب أفريقيا. تزعمت المبادرة من قبل رابطة غرف التجارة في جنوب أفريقيا، التي سعت إلى إيجاد طريقة «لتعزيز اقتصاد السوق الحرة في جنوب أفريقيا». حسب صحيفة «صنداي إكسبرس»، أسست «مجموعة من خمس شبان مهنيين» أسست هذه المؤسسة، لأن «الحكومة كانت تتقدم بخطى ثابتة نحو تطويق أكبر على قوى السوق الحرة التقليدية». ترأس لو اللجنة التوجيهية المسؤولة عن إنشاء المؤسسة. تألفت لجنة التوجيه من إف. إف. إماري، وإن. ليلارد، وليون لو، وفريد مكاسكيل، وأندريه سبايس، ومارك سوانبول. عند سؤاله عن وجهة نظره تجاه سياسات الفصل العنصري في جنوب أفريقيا، قال لو شير، الرئيس الأول للمؤسسة (والذي حينها كان رئيس رابطة غرف التجارة في جنوب أفريقيا)، أن المؤسسة «تود أن ترى القيود المطبقة على حركة واستعمال العمال ورأس المال والسلع، تتحطم رويدًا رويدًا». تابع شير قائلا أن المؤسسة «اقتصرت بصورة عامة على المجال الاقتصادي، لكننا أيضًا نرى أن القيود الأقل أفضل، وأن جميع الأعراق ينبغي أن تكون قادرة على المنافسة بحرية في جميع القطاعات».
نشرت المؤسسة مجلة ليبرالية كلاسيكية شهرية باسم «ذا إنديفيدجواليست (المنفرد)»، منذ تأسيسها في عام 1975 وحتى شهر أكتوبر 1976، عندما سجلت المؤسسة رسميًا كمنظمة غير ربحية في جنوب أفريقيا. صدرت المجلة منذ ذلك الحين فصاعدًا بصورة مستقلة. نشاط المجلة متوقف اليوم. لاحقًا، نشرت المؤسسة مجلتها الخاصة، «السوق الحرة»، التي تصدر ست مرات في السنة. كان من بين المساهمين فيها السيناتور أوين هوروود (وزير المالية) وغيرهارد دي كوك (حاكم مصرف جنوب إفريقيا الاحتياطي). نشاط مجلة السوق الحرة متوقف اليوم.
في مايو 1976، نقلت المؤسسة مكاتبها إلى موقع 401 سيتي سنتر، 36 جوبرت ستريت، جوهانسبرغ.
في نوفمبر 1976، بعد تسجيل مؤسسة السوق الحرة بوصفها منظمة غير ربحية، عدلت لتصبح «مؤسسة السوق الحرة لجنوب أفريقيا». اختبر ديرك هيرتزوغ، رئيس مجموعة أودى ميستر ورئيس جمعية جنوب أفريقيا للمسوقين، رئيسًا للجنة التنفيذية المؤقتة للمؤسسة. في ذلك الوقت، حظيت المؤسسة «بدعم» كل من رابطة غرف التجارة في جنوب أفريقيا، وجمعية جنوب أفريقيا للطب المهني، وغرفة الصناعات الاتحادية لجنوب أفريقيا، والغرفة الوطنية للتجارة في جنوب أفريقيا، وجمعية هاندلسينيوت التابعة للاتحاد الأفريقي. تعهدت مجلة كلاريون بدعمها الكامل لمفهوم مؤسسة السوق الحرة.
في المؤتمر الافتتاحي سنة 1977، انتخب البروفيسور ستيفان دو توت فيلجون، رئيس مؤسسة بانتو للاستثمار وبنك لشبونة (مصرف ميركانتيل اليوم)، أول رئيس للمؤسسة. في خطابه الافتتاحي، زعم دو توت فيلجون أن سبب الاضطرابات في جميع أنحاء جنوب إفريقيا يرجع إلى عدم تمكن السود في البلاد من التجانس مع النظام السياسي والاقتصادي الذي يعيشون فيه. وفقًا لما ذكره دو توت فيلجون، فإنه من الضروري إشراك جميع الأعراق في جنوب أفريقيا في تطوير نظام المؤسسات الحرة، لتجنب الاضطرابات الحاصلة. تحقيقًا لتلك الغاية، دعا دو توت فيلجون إلى الإزالة التدريجية للقوانين التمييزية، وتحسين مرافق التعليم، وتحسين نوعية الحياة من خلال توفير ملكية المنازل؛ وأن «زيادة مشاركة جميع الأعراق تدريجيًا في إدارة البلد ستفضي إلى تطور مناظر في الميدان السياسي». في ذلك الوقت، كان أندريه سبايس سكرتيرًا لمؤسسة السوق الحرة.
في شهري مارس وأبريل 1978، استضافت المؤسسة وكلية ريادة الأعمال في جامعة جنوب أفريقيا فريدريش فون هايك، الخبير الاقتصادي الحائز على جائزة نوبل، في زيارة إلى جنوب أفريقيا. ألقى هايك كلمة في اجتماع عام عقد في فندق كارلتون يوم الأربعاء 22 مارس حول العدالة الاجتماعية والاقتصاد. عقدت غرفة التجارة في جوهانسبرغ مأدبة غداء لهايك يوم الخميس 6 أبريل في الفندق. في مأدبة يوم الجمعة، 7 أبريل، في الفندق نفسه، كان السيناتور هورود المتحدث الرئيسي.
انتقدت مؤسسة السوق الحرة ميزانية حكومة جنوب إفريقيا لعام 1980، وخاصة «زيادة الإنفاق على الرعاية الاجتماعية، إضافة إلى الإعانات المالية والإسكان». رد هاورد بريس، محرر في صحيفة راند ديلي ميل، ساخرًا: «سيكون لدينا كل المتقاعدين السود يتمتعون داخل سياراتهم الفخمة، في حين يوفر العبيد البيض المضطهدين قوت أولئك السود عمومًا». خلص المحرر قائلًا: «لم يكن لدى الشيوعيين قط أصدقاء أفضل من أولئك الممارسين للتسويق المفرط واقتصادهم من الصف التاسع».
أصبح يوستاس دافي مديرًا للمؤسسة في سنة 1981.
كان البروفيسور جان إيه. لومبارد، رئيس قسم الاقتصاد في جامعة بريتوريا ونائب حاكم مصرف الاحتياطي في جنوب إفريقيا، رئيسًا لمؤسسة السوق الحرة بين عامي 1981 و1991 على الأقل.
كتب كل من لو وزوجته فرانسيس كيندال الكتاب الأكثر مبيعًا في جنوب أفريقيا: «الحل» سنة 1986، والذي طرح رؤية للديمقراطية المباشرة تستند بشكل واسع إلى نظام كانتون السويسري. بيع عن الكتاب أكثر من 25 ألف نسخة، وترجم للغة الأفريقانية.
بحلول عام 1987، كان جزء كبير من تمويل المؤسسة «يأتي من الشركات الكبيرة، في حين تأتي مساهمات أقل من الأفراد والشركات الأصغر». حصلت المؤسسة أيضًا على دخل من العمل الاستشاري للشركات التي تسعى إلى التغلب على التدخلات الحكومية التي تثبط مشاريعها، وتقديم المشورة إلى المؤسسات الحكومية والحكومات الوطنية، وخاصة فيما يتصل بإلغاء القيود التنظيمية والخصخصة. شكل البرنامج التدريبي «مع العدالة للجميع»، الذي هدف إلى تدريس «المبادئ الاقتصادية والسياسية»، الذي انتهى في عام 1988، 60% من مجموع دخل المؤسسة. أرسلت مجموعة راند ماينز 100 ألف من موظفيها للمشاركة في برنامج العدالة للجميع. قال دون كينغ، مدير شؤون العاملين في المجموعة، أن البرنامج «سيخبر العمال بفوائد نظام السوق الحرة باعتباره البديل الصالح والأكثر حفاوة من النظام الماركسي الاشتراكي».